# Ленская волость (Псковская губерния)
Ленская волость — административно-территориальная единица в составе Островского уезда Псковской губернии, в том числе в РСФСР в 1924 — 1927 годах. Центром был приг. Выбор.
В рамках укрупнения дореволюционных волостей губернии, новая Ленская волость была образована в соответствии с декретом ВЦИК от 10 апреля 1924 года из упразднённых Корешевской и Туровецкой волостей и резделена на сельсоветы: Вёскинский, Выборский, Глебездовский, Копыловский, Шиковский. В октябре 1925 года была создана новая сеть сельсоветов: Вёскинский, Вишлёвский, Горский, Савинский, Степановский, Шиковский. В феврале 1926 года были образованы Огородниковский и Рудневский сельсоветы.
В рамках ликвидации прежней системы административно-территориального деления РСФСР (волостей, уездов и губерний), Ленская волость была упразднена в соответствии с Постановлением Президиума ВЦИК от 1 августа 1927 года, а её территория была включена в состав Выборского района Псковского округа Ленинградской области.